# Morpholeria variabilis
Morpholeria variabilis – gatunek muchówki z rodziny błotniszkowatych i podrodziny Heleomyzinae.
Gatunek ten opisany został w 1862 roku przez F. Hermanna Loewa jako Blepharoptera variabilis.
Muchówka o ciele długości od 3 do 3,5 mm. Czułki mają trzeci człon zaokrąglony, a aristę o długości mniejszej niż wysokość głowy. W chetotaksji tułowia występuje jedna para szczecinek śródplecowych leżąca przed szwem poprzecznym oraz jedna para szczecinek sternopleuralnych. Przedpiersie jest nagie. Kolce na żyłce kostalnej skrzydła są dłuższe niż owłosienie. Tylna para odnóży samca ma na górnej stronie uda pojedynczą szczecinkę. W narządach rozrodczych samców edyty są zbudowane z dwóch płatów, z których przedni jest ścięty i niewiele szerszy niż tylny. U samic przysadki odwłokowe są owłosione, pozbawione szczecin.
Owad znany z Francji, Belgii, Niemiec, Szwajcarii, Austrii, Włoch, Polski, Czech, Słowacji, Węgier, Ukrainy, Rumunii i Bułgarii.